# جوي غروغان
جوزيف جروجون هو المدير السابق لمجلس السياسة الداخلية للولايات المتحدة ومساعد الرئيس دونالد ترامب. تم تعيين جروجون من قبل القائم بأعمال رئيس الأركان ميك مولفاني، وقام بتحويل المكتب الصغير تقليديًا إلى مجلس سياسة مؤثر.
عمل جروجون من عام 2017 إلى يناير 2019 كمسؤول رعاية صحية في مكتب الإدارة والميزانية. تم تعيينه عضوًا في فريق عمل البيت الأبيض لمكافحة فيروس كورونا في يناير 2020.
في 29 أبريل 2020 أعلن جروجون أنه سيستقيل في 24 مايو. وانضم بعد ذلك إلى مجلس إدارة شركة Verde Technologies.